# Célestin-Marie Gaoua

Bischofswappen von Célestin-Marie Gaoua

Célestin-Marie Gaoua (* 6. April 1957 in Wahala, Region Plateaux, Togo) ist ein togoischer Geistlicher und römisch-katholischer Bischof von Sokodé.

## Leben
Célestin-Marie Gaoua trat 1972 in das Knabenseminar des Bistums Atakpamé ein und erwarb nach dessen Abschluss die Hochschulreife am staatlichen Lyzeum. Er studierte am Priesterseminar in Ouidah (Benin) und empfing am 27. Dezember 1986 das Sakrament der Priesterweihe.
Nach der Priesterweihe war er zunächst am Knabenseminar und ab 1991 als Rektor des Vorseminars in Atakpamé tätig. Von 1994 bis 1999 hielt er sich zu weiteren Studien in Frankreich auf, wo er zeitweise in Montigny-lès-Metz als Seelsorger tätig war. Nach seiner Rückkehr ging er 2000 als Fidei-donum-Priester in das Bistum Sokodé. Hier war er bis 2009 Dompfarrer an der Kathedrale Sainte Thérèse. Von 2009 bis 2015 war er Regens des philosophischen Nationalseminars Benedikt XVI. im Bistum Kara.
Am 3. Januar 2016 ernannte ihn Papst Franziskus zum Bischof von Sokodé. Die Bischofsweihe spendete ihm der Apostolische Nuntius in Togo, Erzbischof Brian Udaigwe, am 5. März desselben Jahres. Mitkonsekratoren waren sein Amtsvorgänger Ambroise Kotamba Djoliba und der Erzbischof von Lomé, Denis Komivi Amuzu-Dzakpah.